# ماخاربک خادارتسف
ماخاربک خادارتسِف (به روسی: Махарбек Хадарцев) (زادهٔ ۲ اکتبر ۱۹۶۴) کشتی‌گیر اوستیایی‌تبار جماهیر شوروی و روسیه و سیاستمدار است. خادارتسف یکی از بهترین و پرافتخارترین کشتی‌گیران تاریخ است. او در دوران قهرمانی خود در دستهٔ ۹۰ کیلوگرم کشتی آزاد مدال طلای دو دورهٔ بازی‌های المپیک ۱۹۸۸ سئول و ۱۹۹۲ بارسلون و نیز مدال نقرهٔ المپیک ۱۹۹۶ آتلانتا را کسب کرد. او قهرمان پنج دورهٔ مسابقات قهرمانی کشتی جهان (۱۹۸۶–۱۹۹۱) و دارندهٔ دو مدال نقره (۱۹۹۴، ۱۹۹۵) و یک برنز (۱۹۹۳) از این مسابقات است. خادارتسف همچنین قهرمان پنج‌گانهٔ مسابقات قهرمانی کشتی اروپا است. 
خادارتسف از ۱۹۸۶ تا ۱۹۹۲ قهرمان بلامنازع دستهٔ ۹۰ کیلوگرم بود و در پنج مسابقهٔ قهرمانی جهان، چهار قهرمانی اروپا و دو دورهٔ المپیک به مدال طلا رسید. وی پس از فروپاشی شوروی در سال ۱۹۹۲ برای تیم متحد و پس از آن برای تیم ملی روسیه مسابقه داد. او در قهرمانی جهان ۱۹۹۳ مغلوب عباس جدیدی شد و به مدال برنز رسید. خاداراتسف پس از آن سه بار پیاپی با رسول خادم در فینال قهرمانی جهان ۱۹۹۴ و ۱۹۹۵ و المپیک ۱۹۹۶ آتلانتا رقابت کرد و هر سه بار شکست خورد و به مدال نقره رسید. او پس از المپیک آتلانتا از ورزش قهرمانی کناره‌گیری کرد. او سه مدال طلای جام جهانی را نیز در کارنامه افتخارات خود دارد.
خادارتسف برای المپیک سیدنی تصمیم گرفت به میدان کشتی برگردد و چون نتوانست در تیم ملی روسیه انتخاب شود به تیم ملی ازبکستان پیوست که دوران دانشجویی را در آنجا گذرانده بود. بازگشت خادارتسف در المپیک سیدنی ناامیدکننده بود و او با یک برد برابر کشتی‌گیر ترکیه و یک باخت به کشتی‌گیر کره جنوبی در دور مقدماتی حذف شد.
برادر بزرگتر او اصلان خادارتسف نیز کشتی‌گیری مطرح بود که در دسته‌های سنگین‌وزن و فوق سنگین‌وزن سه بار قهرمان جهان شد و در سال ۱۹۹۰ در یک تصادف رانندگی درگذشت.
ماخاربک در رشتهٔ حقوق در دانشگاه دولتی تاشکند درس خوانده و برای باشگاه‌های دینامو تاشکند و ولادی‌قفقاز اوستیای شمالی مسابقه می‌داد. او از سال ۱۹۹۵ تا ۱۹۹۹ عضو پارلمان جمهوری خودمختار اوستیای شمالی بود و از سال ۲۰۰۵ به نمایندگی دومای روسیه انتخاب شده‌است.